# باك غافين
باك غافين (بالإنجليزية: Buck Gavin)‏ هو لاعب كرة قدم أمريكية أمريكي، ولد في 22 يونيو 1895 في Amenia (town), New York ‏ في الولايات المتحدة، وتوفي في 12 أبريل 1981 في دايتونا بيتش في الولايات المتحدة.